# Seaside Park
Seaside Park è un comune (borough) degli Stati Uniti d'America nella contea di Ocean, nello Stato del New Jersey. È situato nella parte centrale della penisola di Barnegat, immediatamente a sud di Seaside Heights.
È una località balneare che è stata teatro di alcuni disastri, naturali e non. Si ricordano gli incendi del 1955 e del 2013 e la tempesta del marzo del 1962 che colpì un ampio tratto della costa atlantica.